# Nanostrangalia emeishana
Nanostrangalia emeishana là một loài bọ cánh cứng trong họ Cerambycidae.